# Estádio Municipal Lucio Fariña Fernández
Estadio Municipal Lucio Fariña Fernández, é um estádio multiúso na cidade de Quillota, no Chile. Atualmente é usado na maior parte para partidas de futebol, sendo o local de mando do San Luis. O estádio tem lugar para 7 680 espectadores e foi construído em 1940 e renovado em 2010.